# رابرت ریمن
رابرت ریمن (به انگلیسی: Robert Ryman)؛ (زاده ۳۰ مه ۱۹۳۰ - درگذشته ۸ فوریه ۲۰۱۹) نقاش آمریکایی بود که با جنبش‌های نقاشی تک‌رنگ، مینیمالیسم و هنر مفهومی شناخته می‌شد. او بیشتر به خاطر نقاشی‌های انتزاعی و سفید روی سفید شهرت داشت. او در شهر نیویورک زندگی و کار می‌کرد.

## زندگی
ریمن در نشویل، ایالت تنسی به‌دنیا آمد. او بین سال‌های ۱۹۴۸ و ۱۹۴۹ در مؤسسه پلی‌تکنیک تنسی در کوکویل، و بین سال‌های ۱۹۴۹ تا ۱۹۵۰ در کالج جورج پیبادی، نوازندگی ساکسوفون را آموخت. پس از این سال‌ها به عضویت نیروی ذخیره ارتش ایالات متحده درآمد و در جنگ کره شرکت داشت. ریمن در سال ۱۹۵۳ به شهر نیویورک نقل مکان کرد و قصد داشت یک ساکسیفونیست حرفه‌ای جاز شود. او از پیانیست لنی تریستانو درس‌هایی آموخت که بعدها روی نقاشی او تأثیر گذاشت. هم‌زمان اتاقی را در خانه یک نوازنده ویولنسل روسی اجاره کرد، و برای تأمین مخارج زندگی به‌عنوان نگهبان در موزه هنرهای مدرن مشغول به‌کار شد.
ریمن که شیفته آثار اکسپرسیونیستی انتزاعی تازه‌به‌دست‌آمده مارک روتکو، ویلم دی کونینگ، کلیفورد استیل، جکسون پولاک و بارنت نیومن شده بود، به نقاشی علاقه‌مند شد. از سال ۱۹۵۳ تا ۱۹۶۰، در موزه هنرهای مدرن به‌عنوان نگهبان کار کرد تا به نقاشی نزدیک شود. او تجربه نقاشی خود را در سال ۱۹۵۳، با خرید لوازم هنری از یک فروشگاه محلی در آپارتمانش شروع کرد.
باربارا لی دیامونشتاین نویسنده و تهیه‌کننده تلویزیونی دو بار با او مصاحبه کرد، یک بار در سال ۱۹۷۹، برای نگارش کتاب و تولید ویدئو برای در دنیای هنر نیویورک، و بار دیگر در سال ۱۹۹۴، برای فیلم در دنیای هنر.
او در سال ۲۰۰۹ در پروژه هنری «مرا پیدا کن» ساخته جما آلاوا، به همراه هنرمندانی چون لارنس واینر، مریل واگنر و پل کوس شرکت کرد.
مشهورترین نقل قول او این است که «این سؤال که چه چیزی را باید نقاشی کنیم مهم نیست، فقط باید بدانیم چگونه نقاشی کنیم».
در سال ۱۹۶۱ این هنرمند با مورخ هنر لوسی لیپارد ازدواج کرد. آن‌ها در سال ۱۹۶۴ صاحب یک پسر به نام اتان ریمن شدند که مهندس صدا و یک هنرمند است. در نهایت این ازدواج به طلاق ختم شد. پس از آن در سال ۱۹۶۹ با هنرمند دیگری به‌نام مریل واگنر ازدواج کرد. پسران رابرت ریمن از ازدواج دوم او، کوردی ریمن و ویل ریمن نیز هنرمند هستند و در حال حاضر در شهر نیویورک کار می‌کنند.
ریمن در ۸ فوریه ۲۰۱۹ در سن ۸۸ سالگی درگذشت.

## آثار

### نقاشی
ریمن به‌عنوان یک مینیمالیست شناخته می‌شود. اما خود او ترجیح می‌داد که «رئالیست» شناخته شود، زیرا علاقه‌ای به ایجاد اثری خیال‌پردازانه نداشت، بلکه فقط به ارائه موادی که در ترکیب‌بندی‌ها به کار می‌برد، و به ارزش اسمی آن‌ها علاقه داشت. همان‌طور که در بیانیه‌ای برای نمایشگاهی در سال ۲۰۱۰ در گالری پیس نوشت: «من یک نقاش تصویر نیستم. من با نور و فضای واقعی کار می‌کنم و از آن‌جایی که نور جنبه مهمی از نقاشی است، همیشه مشکلاتی را نیز به همراه دارد.» اکثر آثار او دارای قلم‌مویی انتزاعی تحت‌تأثیر اکسپرسیونیسم، با رنگ سفید یا مایل به سفید بر روی بوم مربع یا سطوح فلزی هستند. ریمن که محقق هنر و رسانه بود؛ روی بوم، کتانی، فولاد، آلومینیوم، پلکسی گلاس، لومازیت، وینیل، فایبرگلاس، کاغذ راه‌راه، کرباس، کاغذ روزنامه، کاغذ دیواری، ورق فایبر، مواد کامپوزیتی به‌نام تخته گاتور، تخته پر، کاغذ دست‌ساز و آکریلوین نقاشی یا طراحی می‌کرد. او در رنگ‌آمیزی از رنگ روغن، اکریلیک، انکاستیک، اکریلیک لاسکو، کازئین، مینا، پاستل، پاستل روغنی، گرافیت، گواش و مینا استفاده می‌کرد.
در زمانی که ریمن شروع به فعالیت کرد، هنرمندان قدیمی‌تر مانند بارنت نیومن، مارک روتکو و فیلیپ گاستون نقاشی را به ذات آن تقلیل داده بودند. در سال ۱۹۵۵ ریمن اولین کار حرفه‌ای خود را آغاز کرد، که یک نقاشی تک‌رنگ با عنوان نقاشی نارنجی (۱۹۵۵–۱۹۵۹) بود. در سال‌های ۱۹۶۸–۱۹۶۹، مجموعه‌ای از ترکیبات کلاسیک خود را که شامل نقاشی‌های چندصفحه‌ای بر روی نوع خاصی از کاغذ به نام روبند سطحی (یک لایه نازک و سبک از فایبرگلاس یا سایر الیاف نبافته با استحکام بالا) بود، خلق کرد. ریمن برای هر کار در این سری، پیکربندی از ورق‌های سفید خامه‌ای و سنگین از کاغذ را با چسب نواری به دیوار چسباند، ورق‌ها را با رنگ اکریلیک سفید براق رنگ کرد، وقتی ورق‌ها خشک شدند، نوار را جدا کرد و روی فوم کوره نصب کرد. و دوباره آن‌ها را به دیوار وصل کرد. لبه رنگ ساخته‌شده که خطوط کلی نوار ماسک را ردیابی می‌کرد و کاغذ پاره‌شده به‌جا مانده گواه روند آفرینش هنری او است. آثار مختلف در سری کلاسیک در چینش ورق‌های کاغذی، پیکربندی، و شکل نقاشی‌شده متفاوت است.
از حدود سال ۱۹۷۵ تا ۲۰۰۳، ریمن اغلب نقاشی‌های خود را با براکت‌های فلزی به دیوار می‌چسباند. او هر مجموعه از براکت‌ها را به‌طور خاص برای هر قطعه طراحی می‌کرد و آن‌ها را به کمک یک آهنگر محلی می‌ساخت.

### چاپ
اگر چه ریمن بیش‌تر به‌خاطر نقاشی‌هایش شناخته می‌شود، اما چاپ و حکاکی‌ها، آکواتین‌ها، لیتوگرافیها، تابلوهای ابریشمی و نقش برجسته‌ها را نیز تجربه کرد. مانند نقاشی‌هایش، چاپ‌های او به آسانی با سطوح تک‌رنگ مربع‌شکل که ارزش‌ها، بافت‌ها و جلوه‌های رنگ‌های مختلف سفید و دیگر رنگ‌های چاپ‌شده روی کاغذ و آلومینیوم را نشان می‌دهند، قابل شناسایی هستند.
ریمن از سال ۱۹۶۹ به بعد، با کار روی ویژگی‌های خاص هر رسانه تصویری، قلمروی جدیدی از ساخت نسخه‌ها را با حداقل مواد، مورد آزمایش قرار داد. ریمن در کارهای چاپی خود به‌دنبال کنترل بافت سطوح بود؛ به‌گونه‌ای که تا پایان کار خود به کاوش ادامه می‌داد. مانند نقاشی‌هایش، چاپ‌های او نیز بینندگان را ملزم به توجه، نگاه دقیق و مشاهده ظرافت‌ها می‌کنند. آثار چاپی ریمن بیننده را به چالش می‌کشند.

## نمایشگاه‌ها
ریمن در سال ۱۹۶۷، در سن ۳۶ سالگی، اولین نمایش انفرادی خود را در گالری پل بیانچینی در نیویورک برگزار کرد. یک سال بعد، اولین نمایش او در اروپا در گالری هینر فردریشمونیخ برگزار شد. سال بعد از آن، در «وقتی نگرش‌ها شکل می‌گیرند»، یک نمایشگاه مهم از آثار هنرمندان مینیمالیست و مفهومی که توسط برن کانستال سازمان‌دهی شده بود، شرکت کرد. در سال ۱۹۷۲، اولین نمایش انفرادی او که در یک موزه به پا شد، در موزه گوگنهایم در شهر نیویورک بود، که سی و هشت اثر ریمن از سال ۱۹۶۵ تا ۱۹۷۱ را به نمایش گذاشت. آثار ریمن در اسناد ۵ (۱۹۷۲)، ۶ (۱۹۷۷)، و ۷ (۱۹۸۲)، در کاسل، در دوسالانه ونیز (۱۹۷۶، ۱۹۷۸، ۱۹۸۰ و ۲۰۰۷)، و در دوسالانه ویتنی (۱۹۷۷، ۱۹۹۵، ۱۹۷۷، ۱۹۸۷) ارائه شد. اولین نمایشگاه گذشته او توسط موزه استدلجیک آمستردام، در سال ۱۹۷۴ برگزار شد. در سال‌های ۱۹۹۳–۱۹۹۴، بزرگ‌ترین نمایشگاه گذشته‌نگر تا به امروز از نقاشی‌های ریمن، به سرپرستی رابرت استور، در گالری تیت، موزه ملی سنترو د آرته رینا سوفیا در مادرید، موزه هنر مدرن نیویورک، موزه سانفرانسیسکو به نمایش گذاشته شد.

## مجموعه‌ها
موزه هنرهای معاصر سابق در شافهاوزن، سوئیس (در سال ۲۰۱۴ بسته شد) دارای بزرگ‌ترین مجموعه عمومی از آثار ریمن بود، که به‌طور دائم ۲۹ قطعه از آثار ریمن، از سال ۱۹۵۹ تا ۲۰۰۷ را به نمایش می‌گذاشت.
در سال ۲۰۱۷، ریمن ۲۱ نقاشی را به مجموعه دائمی بنیاد هنر دیا اهدا کرد و آن را به تنها نمایشگاهی که داری گروه‌بندی دائمی است، تبدیل کرد و شامل آثاری است که در اواخر دهه ۱۹۵۰ ساخته شده و تا سال ۲۰۰۳ ادامه داشته‌است. دیگر موزه‌های مهمی که آثار او را جمع‌آوری می‌کنند عبارتند از: موزه هنر مدرن نیویورک. تیت، لندن؛ مؤسسه هنر شیکاگو و موزه استدلجیک در آمستردام.

## جوایز
ریمن جوایز متعددی را دریافت کرد. او بورسیه بنیاد جان سیمون گوگنهایم (۱۹۷۳)، مدال اسکوهگان از مدرسه نقاشی و مجسمه‌سازی اسکوهگان (۱۹۸۵) را دریافت کرد. او پس از سال ۱۹۹۴ عضو آکادمی هنر و ادبیات آمریکا بود و در سال ۲۰۰۳ معاونت رئیس این سازمان را بر عهده گرفت.
در سال ۲۰۰۵ جایزه پریمیوم امپریال به ریمن اعطا شد.
در سال ۲۰۰۹ کتاب رابرت ریمن با نام «متون انتقادی از سال ۱۹۷۶» منتشر شد که توسط ویتوریو کولایزی و کارستن شوبرت ویرایش شد، و توسط رایدینگ هاوس منتشر شد. این کتاب سیر تکاملی تدریجی پذیرش و واکنش به هنر ریمن را ترسیم می‌کند. مجموعه‌ای جامع از بیش از ۶۰ مقاله و نقد نمایشگاهی در یک جلد گردآوری شده‌است، و شامل متون برخی از تأثیرگذارترین مورخان هنر و منتقدان زمان او مانند ایو آلن بویس، دونالد بی. کوسپیت، لوسی آر. لیپارد، رابرت استور و دیگران است.
در سال ۲۰۱۵، نقاشی ریمن بریج (۱۹۸۰) به قیمت ۲۰/۶ میلیون دلار در حراج کریستیز فروخته شد.